# 臺南圖書館

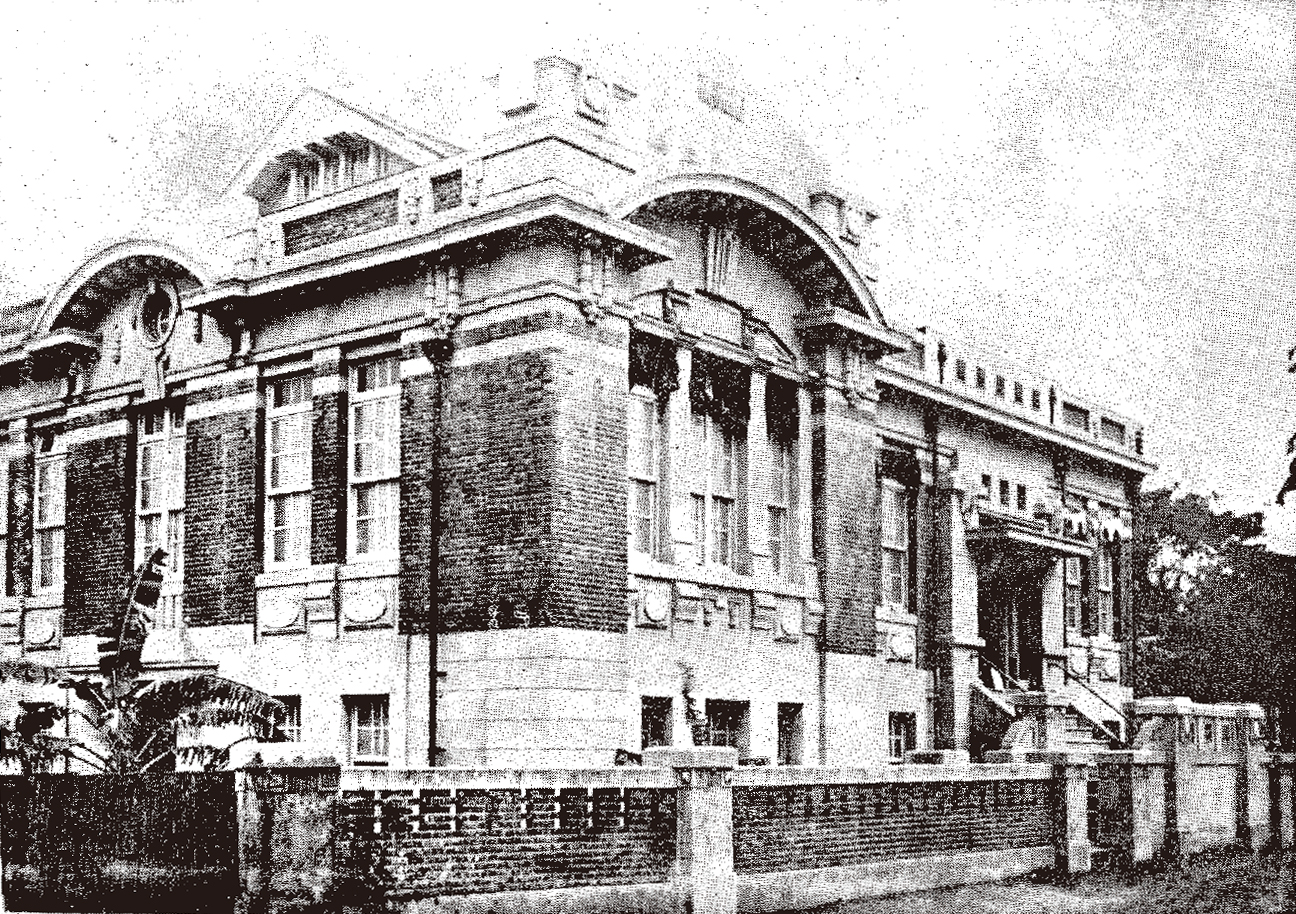
臺南圖書館

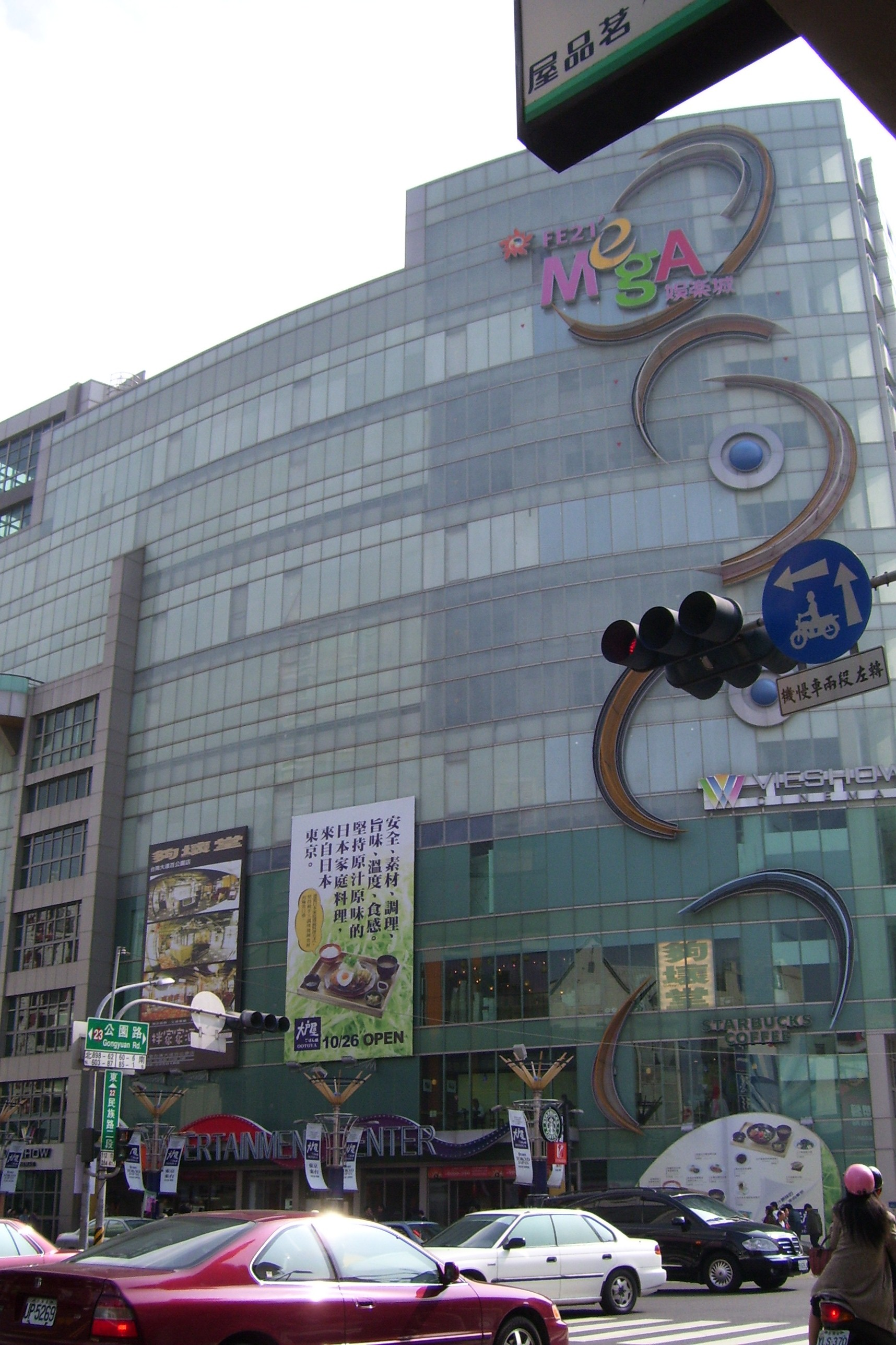
原址現況

臺南圖書館是臺灣日治時期設立於臺南市的圖書館，為臺南市立圖書館的前身:8。該圖書館原為財團法人臺南公館的附屬事業，後來改由臺南市役所管理，改稱「臺南市立臺南圖書館」:25。二次大戰後，該建物仍做為臺南市立圖書館使用，直到1974年4月標售給遠東集團為止:34、35。第二代臺南市立圖書館為現在的臺南市立圖書館公園總館。
圖書館原址現為台南大遠百公園店。

## 沿革
臺灣日治初期，臺南博物館內設有讀書俱樂部與赤崁俱樂圖書室:19。財團法人臺南公館原本打算以該圖書室為基礎籌備圖書館，但因地方太小而改以吳園池邊的房舍為圖書室，並將原本臺南公館的球場改建成書庫:19。
臺南圖書館於大正八年（1919年）9月13日設立後，大正十年（1921年）3月仕紳辜顯榮捐了3萬圓做為興建圖書館館舍及購書的費用:19。正式館舍選址於吳園北邊鄰德慶溪的土地（花園町30番地），於同年（1921年）3月進行土木工程招標:19。該工程由楠木組以2萬6899圓得標起建，並在同年（1921年）10月6日舉行落成式:20。但是比照設計圖，此次工程可能是因為經費仍不足，所以只興建了三分之二的部分:20。
大正十二年（1923年），臺南圖書館轉由臺南市役所管理，改稱「臺南市立臺南圖書館」:25。昭和三年（1928年），才將原本設計位在南側另外三分之一的對稱空間增建完成，做為閱覽室使用:20。昭和五年（1930年）臺南市舉行「臺灣文化三百年」活動時，臺灣圖書館協會於臺南市公會堂舉行首屆全島圖書館館長會議，由臺灣總督府圖書館館長中山樵主持開幕，會後參觀臺南圖書館:26。
二次大戰後，該建物繼續做為圖書館使用。於韓石爐館長任內因空間不敷使用，於民國47年（1958年）於南側興建兒童室，次年（1959年）又在兒童室建物增建二樓，做為辦公室:30。
民國63年（1974年），於當時臺南市市長張麗堂任內，決定「賣舊館建新館」的政策，將舊館土地賣給遠東集團，並在中山公園（今臺南公園）北側建新館（今公園總館）:34。土地在該年（1974年）4月標售後，先在南區健康路體育館設臨時圖書館，隔年（1975年）10月才搬至完工的新館:34。舊館原址（加上游泳池、四春園的土地）則在後來建成遠東百貨:34。

## 建築
臺南圖書館館舍的設計者是尾辻國吉:24。建築為兩層樓的磚造建築，樓地板則為木板:31。由於館舍的建築基地位於河道斜坡，所以建築基地比路面低，因此主入口位在二樓:31。

## 歷任館長
以下列出日治時期臺南圖書館以及戰後第一代臺南市立圖書館時期的館長:46-47：
| 姓名               | 任期               |
| 臺南市立臺南圖書館 | 臺南市立臺南圖書館 |
| ------------------ | ------------------ |
| 佐藤夫             | 1924年到1927年     |
| 桑原正夫           | 1927年到1928年     |
| 松尾警治           | 1928年到1930年     |
| 佐佐木高警         | 1931年到1933年     |
| 平良加             | 1934年到1936年     |
| 橫山竹男           | 1936年到1937年     |
| 丸木米次男         | 1937年到1938年     |
| 黃介騫             | 1938年到1940年     |
| 津田健治           | 1940年到1941年     |
| 中澤加郎           | 1941年到1944年     |
| 臺南市立圖書館     |                    |
| 黃榮達             | 1945年到1947年     |
| 黃周圍             | 1947年到1948年     |
| 韓石爐             | 1949年到1963年     |
| 方世昌             | 1964年到1980年     |

## 其他
在臺南圖書館館舍後方，於1922年建有臺南游泳池（日语：臺南水浴場）:21。